# Шпакі-Кольонія
Шпакі-Кольонія (пол. Szpaki-Kolonia) — село в Польщі, у гміні Стара Корниця Лосицького повіту Мазовецького воєводства.
Населення — 134 особи (2011).
У 1975-1998 роках село належало до Білопідляського воєводства.

## Демографія
Демографічна структура станом на 31 березня 2011 року:
|          | Загалом | Допрацездатний вік | Працездатний вік | Постпрацездатний вік |
| -------- | ------- | ------------------ | ---------------- | -------------------- |
| Чоловіки | 75      | 21                 | 42               | 12                   |
| Жінки    | 59      | 11                 | 29               | 19                   |
| Разом    | 134     | 32                 | 71               | 31                   |